# 罗萨 (维琴察省)
罗萨（義大利語：Rosà），是意大利威尼托大区维琴察省的一个市镇。总面积24平方公里，人口13970人，人口密度582.1人/平方公里（2009年）。国家统计（ISTAT）代码为024087。

## 友好城市
- 德国 费尔登（英语：Velden (Vils)） 1991年
- 法國 拉克罗 2006年